# Weird Fantasy
Weird Fantasy est un comic book américain créé par William Gaines et Al Feldstein et publié par EC Comics. Il fait suite à  A Moon, A Girl... Romance et pour cela commence au numéro 13. Après les numéros 13 à 17, EC dut reprendre la numérotation et le suivant porta le numéro 6. De ce fait il existe deux numéros 13, 14, 15, 16 et 17. Chaque numéro de ce bimestriel comportait quatre histoires de science-fiction. Les ventes de cette publication et de l'autre comic book de science-fiction, Weird Science, étaient trop faibles pour que les deux continuent. Gaines décida donc de les fusionner en Weird Science-Fantasy qui après 7 numéros devint Incredible Science-fiction (4 numéros).

### Akileos
1. Weird Fantasy volume 1 : / Al Feldstein, Bill Gaines. Akileos : avril 2018, 234 p. Recueil des numéros 1 à 8 de Weird Fantasy (32 histoires).
2. Weird Fantasy volume 2 : / Al Feldstein, Bill Gaines. Akileos : septembre 2019, 208 p. Recueil des numéros 9 à 15 de Weird Fantasy (28 histoires).
3. Weird Fantasy volume 3 : / Al Feldstein, Bill Gaines. Akileos : novembre 2020, 208 p. Recueil des numéros 16 à 22 de Weird Fantasy (28 histoires).